# Леснік Оксана
Окса́на Ле́снік (* 1988) — українська трекова велосипедистка. Майстер спорту України.

## З життєпису
Народилася 1988 року. Представляла команду Миколаївської області. Брала участь у командному переслідуванні на Чемпіонаті світу з трекових велоперегонів 2013 року.